# Rigosa (cavo)
La Rigosa è un canale della Bassa parmense occidentale che raccoglie le acque provenienti dalla zona di Castione Marchesi e Fornio di Fidenza e che non confluiscono né nel torrente Ongina né nel torrente Stirone. Può essere considerato nelle sue due ramificazioni (Rigosa bassa o vecchia e Rigosa alta o nuova) l'ultimo affluente di sinistra del fiume Taro.

## Corso del cavo
Il corso d'acqua, di origine probabilmente artificiale, drena le acque del territorio che intorno all'anno 1000 era occupato dalla palude Fischina, palude che si estendeva fra Diolo, Ragazzola e Fontanelle.
Il cavo si origina in località Cantonale, al confine fra i comuni di Busseto, Polesine Zibello e Roccabianca dalla confluenza di due canali: la Fossa Parmigiana e lo Scolo Fontana.

### Fossa Parmigiana

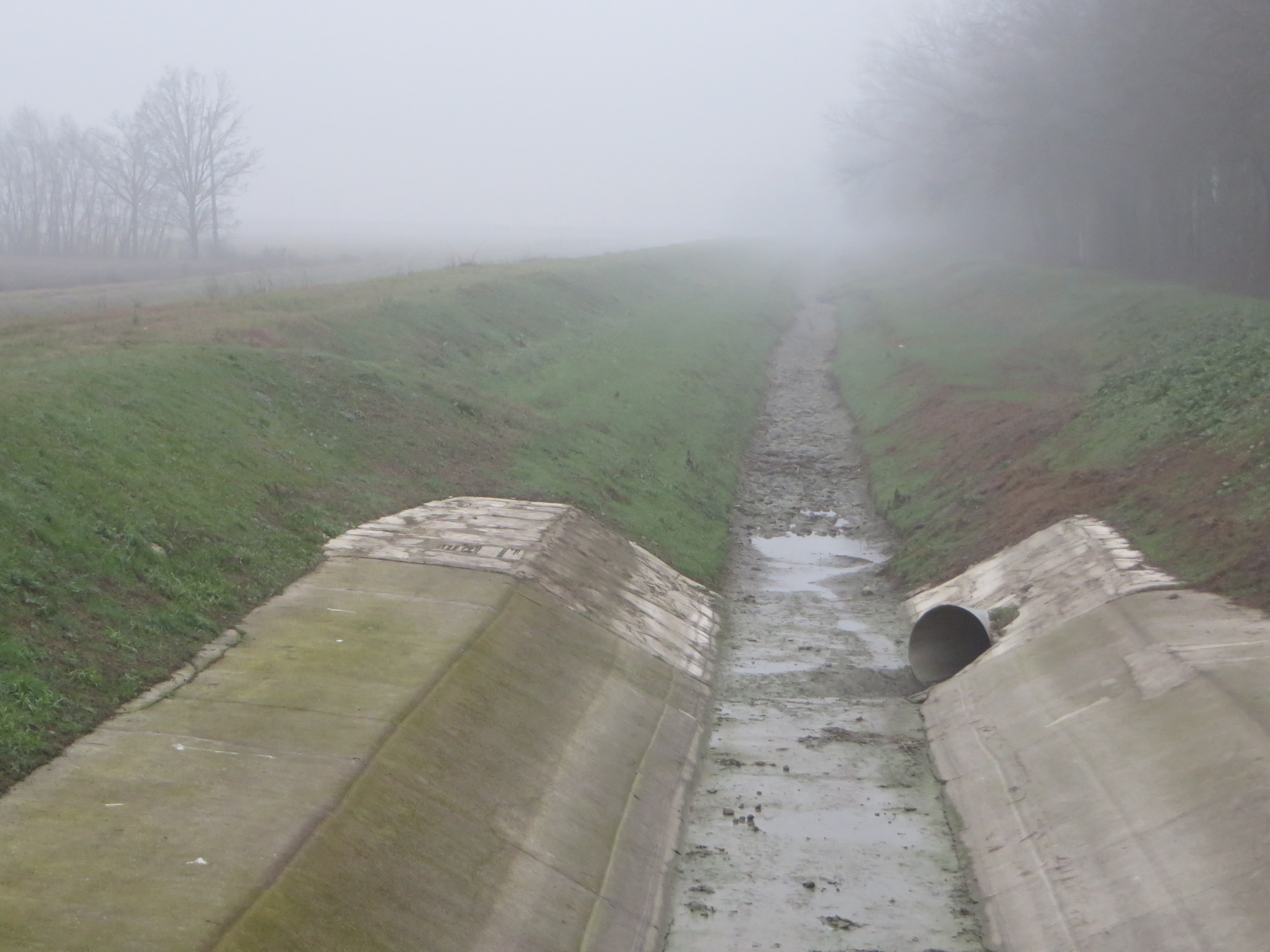
La Fossa Parmigiana

La Fossa Parmigiana si origina in località Case Marchesi, presso Castione Marchesi, poco a nord della via Emilia lungo una strada che anticamente era chiamata strada del Lino.
Nel suo primo tratto si dirige verso nord mantenendosi parallela al torrente Ongina segnando il confine comunale fra Fidenza e Busseto.
Dopo l'attraversamento della provinciale Fidenza-Busseto, la Fossa si dirige in direzione nord est entrando interamente nel territorio del comune di Busseto. Bagna Semoriva prima, Spigarolo e Frescarolo poi; da qui piega decisamente verso est segnando il confine fra il comune di Busseto e di Polesine Zibello sino alla confluenza con lo Scolo Fontana.
La lunghezza complessiva del cavo è 14,5 km.

### Scolo Fontana

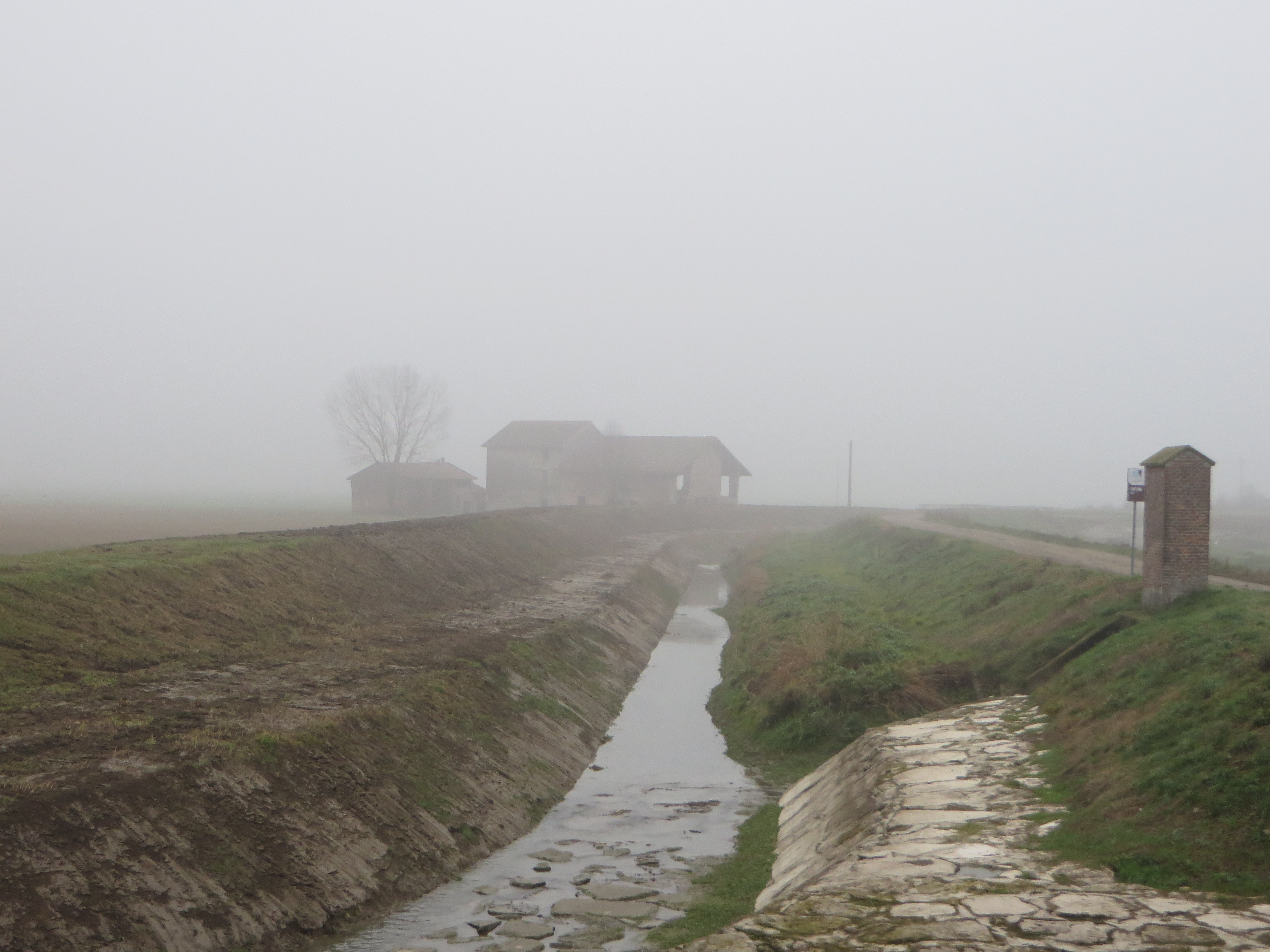
Lo Scolo Fontana presso la confluenza con la Fossa Parmigiana

Lo Scolo Fontana nasce con il nome di rio Piacentino appena sopra la via Emilia nel comune di Alseno in Provincia di Piacenza, precisamente in località I Ronchi, sulle primissime colline dell'Appennino. Dopo aver attraversato la strada che collega Castelnuovo Fogliani a Scipione Ponte, il rio circondato da una fitto bosco ripario inizia a segnare il confine fra le Province di Parma e Piacenza, ricevendo in località Loghetto il rio di Fornio.
Sempre segnando il confine il rio, che prende ora il nome di rio Caneto, attraversa la via Emilia, passa a fianco di Rimale, dove, piegando in direzione nord-est, entra interamente in territorio parmense. Bagna quindi Castione Marchesi e, sempre dirigendosi verso est, dopo aver ricevuto in destra idraulica il canale di Boceto, prende finalmente la denominazione di Scolo Fontana.
Lo Scolo, dirigendosi ora verso nord, inizia a segnare il confine fra il comune di Busseto e quello di Soragna lasciandolo per entrare interamente nel comune di Busseto poco a valle dell'attraversamento della provinciale Soragna-Busseto. Da qui, dirigendosi verso nord e passando presso la frazione di Sanboseto finisce per unirsi alla Fossa Parmigiana originando la Rigosa.
Nel complesso il sistema Scolo Fontana - rio Caneto - rio Piacentino è lungo 33 km.

### Rigosa bassa (o vecchia)

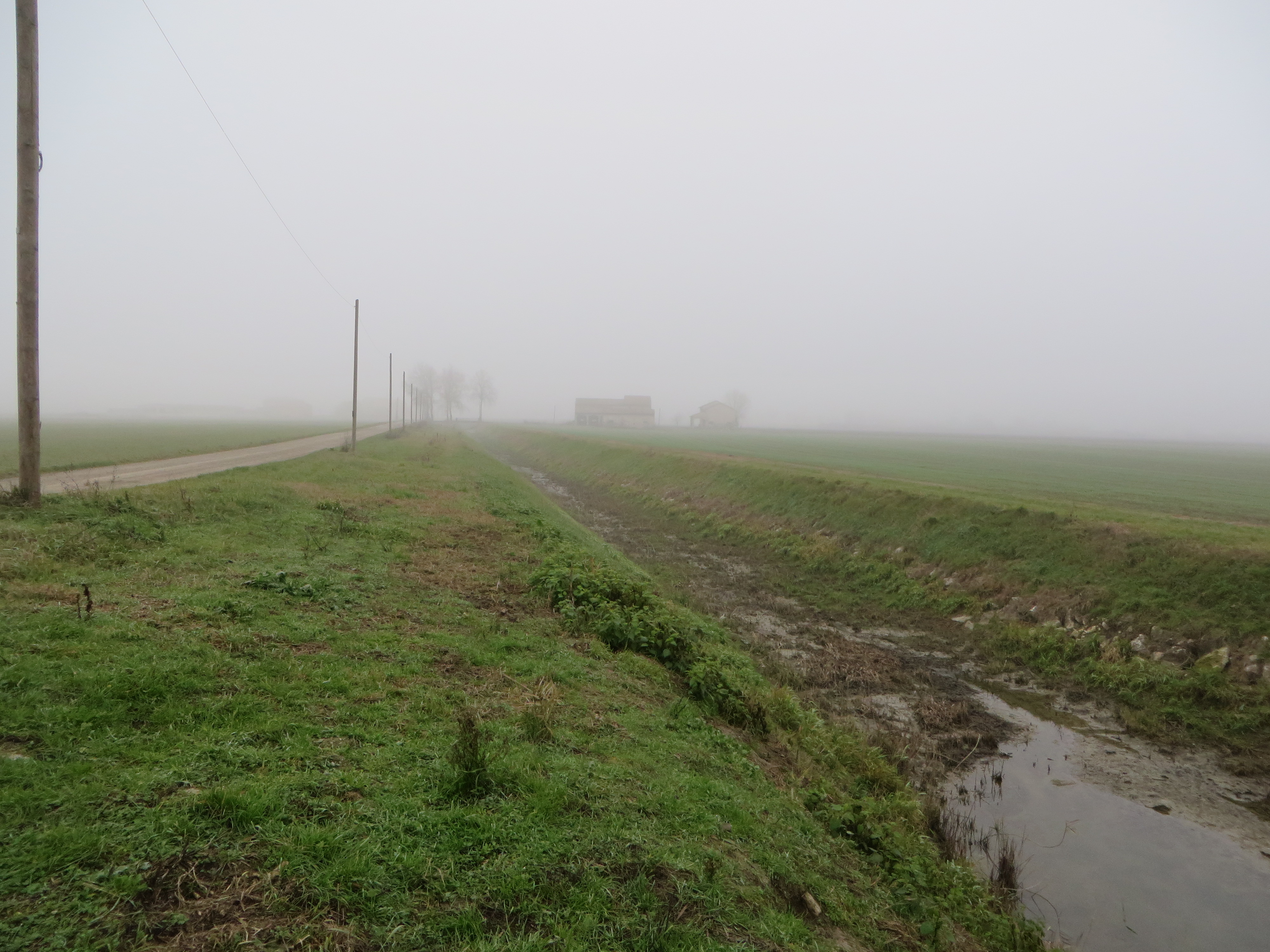
Cavo Rigosa bassa o vecchia in corrispondenza della confluenza della Fossa Parmigiana e dello Scolo Fontana

Il cavo originario si dirige verso nord entrando nel comune di Polesine Zibello lungo la direttrice nord-sud dalla quale giunge lo Scolo Fontana, poi piega in direzione est passando a sud di Pieve Ottoville sino ad giungere sul confine con il comune di Roccabianca. Si dirige quindi verso nord segnando il confine comunale Soragna-Roccabianca per un breve tratto e poi verso est entrando nel comune di Roccabianca.
Dopo aver attraversato la strada provinciale 10 presso Ragazzola, il cavo piega verso sud, attraversa la strada che dalla provinciale 10 porta a Roccabianca per poi piegare nuovamente ad est e sfociare in Taro 1 km a sud della località Rigosa.
Durante il suo percorso di circa 11 km riceve le acque di alcuni scoli come lo scolo Cinta a sinistra e da sud dello scolo dei Martani, del cavo Cavour degli scoli Crocilone e Cavetta, tutti provenienti dalla zona nella quale si estendeva anticamente la palude Fischina.
Il cavo si presenta per la maggior parte dell'anno privo di acqua perché le acque dei due canali che lo originavano sono state deviate nella Rigosa alta o nuova.
Alcuni autori ritengono che la Rigosa vecchia con il suo orientamento ovest-est sia ciò che rimane dei canali scolmatori realizzati da Marco Emilio Scauro in età romana per evitare le piene del Po originate dal fiume Trebbia. Un'ulteriore prova delle origini antiche del canale è la presenza dei resti di numerose fattorie romane lungo il suo percorso.

### Rigosa alta (o nuova)

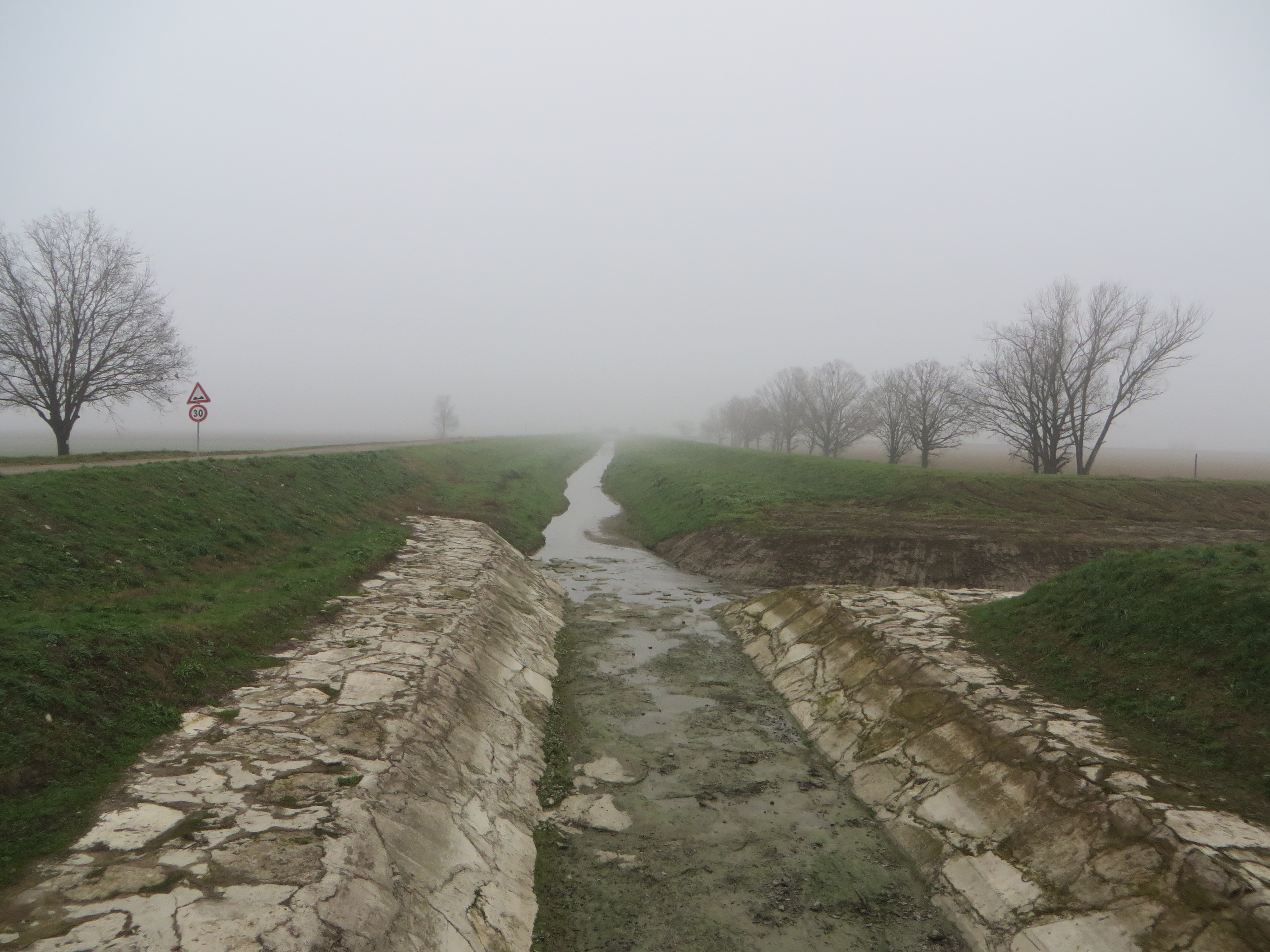
Cavo Rigosa Alta o nuova, nel punto dove si origina

Il cavo fu costruito in epoca moderna, sicuramente dopo il 1834, in quanto il Molossi non lo menziona nel suo vocabolario topografico, probabilmente venne realizzato nel 1911.
Dalla confluenza fra Fossa Parmigiana e Scolo Fontana il nuovo cavo invece di dirigersi a nord si dirige verso est lungo la direttrice della Fossa Parmigiana. Dopo aver ricevuti in destra il canale dei Lupi, la Rigosa viene affiancata da un altro canale chiamato Corecchio. I due canali procedendo verso est si mantengono su di un percorso sostanzialmente parallelo a quello della Rigosa vecchia, ma scorrono più a sud, incrociano prima la strada che da Diolo porta a Ragazzola e quindi, dopo aver segnato per un breve tratto il confine comunale fra Soragna e Roccabianca, la strada provinciale 10 poco a nord di Fontanelle, da lì poi dopo una grande chiavica di sbarramento la Rigosa Nuova si getta in Taro dopo aver percorso circa 8,5 km.

## Regime idrologico

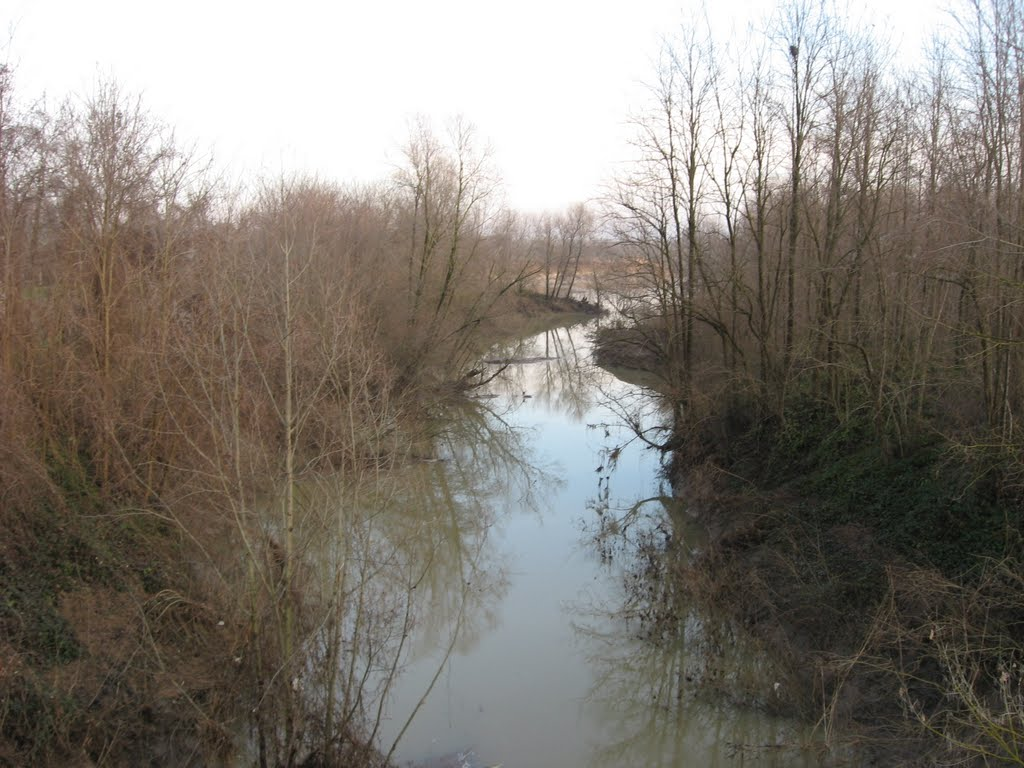
Rigosa alta o nuova presso lo sbocco in Taro

L'asta fluviale rio Piacentino - rio Caneto - Scolo Fontana - Rigosa nuova drena le acque della porzione di territorio pianeggiante compreso fra il bacino idrografico dello Stirone e quello dell'Ongina, per un totale di 98 km². Il cavo, avendo il suo corso quasi interamente in pianura in una zona povera di risorgive, è alimentato quasi esclusivamente dalle acque piovane e presenta una portata piuttosto contenuta che però può divenire importante in caso di piogge persistenti. Oltre alle piene la Rigosa è soggetta ad innalzamenti di livello nella parte terminale del corso in caso di impossibilità di deflusso determinata dalla chiusura delle paratoie delle chiaviche effettuate in caso di piene importanti del referente idraulico.
La massima portata media si ha generalmente nel mese di aprile ed è di 0,800 m³/s, la minima portata media si ha nel mese di agosto ed è di 0,020 m³/s, la media annuale è di 0,400 m³/s